# Бомбашки напад на америчке амбасаде 1998.
Бомбашки напад на америчке амбасаде 1998. су били низ симултаних напада на амбасаде САД у Дар ес Саламу, главном граду Танзаније, и Најробију, главном граду Кеније који су се догодили 7. августа 1998. и у којима су погинуле 223 особе. Датум напада је био осма годишњица размештања америчке војске у Саудијску Арабију.
Напади су били повезани са локалним припадницима Египатског исламског џихада, довели су Осаму бин Ладена и Ајмана ал Завахрија први пут у жижу америчке јавности, због чега је ФБИ ставио бин Ладена на свој списак Десет најтраженијих бегунаца. Фазул Абдулах Мухамед се сматра главним организатором напада.